# Henryk z Żygocina
Henryk z Żygocina (zm. 1248) – ostatni znany rycerz zakonu Braci Dobrzyńskich.
W 1783 r. w Drohiczynie odnaleziono marmurową tablicę z herbem zakonu i napisem po łacinie:
Hic sub umbra querci Quiescunt ossa Henrici De Zygocin nomen illi Nescivit sibi simili Magister Christi militiae Sit heres aeternae letitiae Obiit Anno Domini MCCXXXXVIII
(Tu pod cieniem dębu Spoczywają kości Henryka z Żygocina jego imię. Nie znał sobie równego Mistrz Chrystusowego wojska. Niech będzie dziedzicem wiecznej radości. Umarł Roku Pańskiego 1248).
Datę śmierci Henryka należy wiązać z najazdem Jaćwingów na Drohiczyn. Jest to ostatnia znana wzmianka o Braciach Dobrzyńskich (Fratres Milites Christi).